# Hazenia
Hazenia, rod zelenih algi smješten u vlastitu porodicu Hazeniaceae, dio reda Ulotrichales. Postoji pet priznatih vrsta

## Vrste
1. Hazenia basiliensis (Vischer) Škaloud, Nedbalová, Elster & Komárek
2. Hazenia broadyi Škaloud, Nedbalová, Elster & Komárek
3. Hazenia capsulata (Tupa) Škaloud & Leliaert
4. Hazenia mirabilis H.C.Bold - tipična
5. Hazenia prostrata (Tupa) Škaloud & Leliaert